# Mercedes D.II
Il Mercedes D.II era un motore aeronautico a sei cilindri in linea raffreddato a liquido prodotto dall'azienda tedesca Daimler-Motoren-Gesellschaft durante la prima guerra mondiale.

## Sviluppo
Il motore era basato sull'Austro-Daimler progettato da Ferdinand Porsche. Il basamento era diviso in due parti realizzate per tornitura a partire da blocchi di alluminio. Su questa base venivano montati i sei cilindri in acciaio che venivano realizzati separatamente per poi essere uniti. Questa particolare configurazione era dovuta alla necessità di dover tener conto della differente espansione, sotto l'effetto del calore, dei due materiali. Sempre per questo problema i cilindri non erano uniti direttamente al basamento.
Attorno al motore venivano poi montati dei condotti in acciaio che andavano a costituire il sistema di raffreddamento. Il motore era dotato di una pompa per l'olio sia in entrata che in uscita. In questo modo veniva ridotta la grandezza di alcune parti del sistema e si otteneva un motore dalla sezione minore.
A differenza dell'Austro-Daimler il Mercedes D.II aveva un sistema di distribuzione costituito da un singolo albero a camme in testa, e non da un sistema ad aste e bilancieri come nel motore austriaco, che prendeva il moto dalla parte posteriore del propulsore. Per facilitare l'avviamento le valvole potevano essere poste in una posizione di 1/2 compressione. L'alimentazione avveniva per mezzo di due carburatori che disponevano ognuno di un proprio collettore.
Il sistema di raffreddamento era realizzato in modo tale che ogni elemento potesse raffreddare due cilindri.
Il D.II forniva una potenza di 110 - 120 CV (82 - 89 kW). Venne impiegato sul Fokker D.I, Halberstadt D.III, l'Aviatik B.II e gli Albatros B.I e B.II, per essere poi sostituito dal più potente Mercedes D.III. La produzione del D.II si concluse definitivamente nel 1916.

## Velivoli utilizzatori
Impero tedesco -   Germania
- Aviatik B.II
- Aviatik C.I
- Albatros B.I
- Albatros B.II
- DFW B.II
- Fokker D.I
- Friedrichshafen FF 29
- Friedrichshafen FF 33
- Goedecker B
- Gotha WD 7
- Halberstadt D II
- Heinkel HD 35
- Junkers J 1 Blechesel
- LVG E.I